# Podagrion dentatum
Podagrion dentatum är en stekelart som beskrevs av Embrik Strand 1911. Podagrion dentatum ingår i släktet Podagrion och familjen gallglanssteklar.
Artens utbredningsområde är Paraguay. Inga underarter finns listade i Catalogue of Life.